# Sonia Evans
Sonia Evans nacida el 13 de febrero de 1971 en Skelmersdale, West Lancashire, Reino Unido, más conocida como Sonia, es una cantante pop británica popular de finales de los años 80 y principios de los 90.

## Carrera
Su carrera como cantante comenzó gracias a los importantes productores británicos Stock Aitken Waterman en 1989 tras insistir a Pete Waterman para oírle cantar y lograr convencerle. Waterman hacía un programa semanal en la radio donde pidió a Sonia que actuara en directo en su show. 
Más adelante consiguió grandes éxitos en la UK Singles Chart incluyendo el sencillo n.º 1 en el Reino Unido con "You'll Never Stop Me Loving You" y el éxito "You've Got a Friend" (Big Fun & Sonia feat. Gary Barnacle), sumando otros éxitos en el top 20 de los sencillos incluyendo "Can't Forget You" and "You To Me Are Everything". Con "You'll Never Stop Me Loving You" fue además número #1 en Irlanda, Europa, y #13 en España.
Cantó dos canciones benéficas de Band Aid II's "Do They Know It's Christmas" en 1989 (llegó a la #1 posición en el Reindo Unido) y de Gulf Aid's "As Time Stood Still" en 1991.
También interpretó la canción "Better the devil you know" compuesta por Dean Collinson and Red representando al Reino Unido en el Festival de la Canción de Eurovisión 1993 celebrado en Irlanda. Era una de las favoritas y quedó en segunda posición, ganando la irlandesa Niamh Kavanagh en la última votación. Tras su éxito en el festival, su carrera se fue ralentizando.
En 2003, Sonia participa en el reality show de "viejas glorias" Reborn in the USA junto Elkie Brooks y Tony Hadley, hasta que fue expulsada en la quinta semana.
En enero de 2007 protagonizó pantomima Jack and the Beanstalk junto a Mark Curry. Meses más tarde en 2007 grabó un disco con sus grandes éxitos sólo en el tiempo que estuvo con la discográfica BMG Music (1991-1993).

## Discografía

### Álbumes
- Everybody Knows (1990) - #7 UK,
- Sonia (1991) - #33 UK,
- Better the Devil You Know(1993) - #32 UK,
- Love Train - The Philly Album. (1998)
- Greatest Hits (2007)

### Singles
- "You'll Never Stop Me Loving You" (1989) - #1 UK, #1 Europa #29 Australia;
- "Can’t Forget You" (1989) - #17 UK;
- "Listen To Your Heart" (1989) - #10 UK;
- "Counting Every Minute" (1990) - #16 UK;
- "You’ve Got A Friend" (con Big Fun) (1990) - #14 UK;
- "End Of The World" (1990) - #18 UK;
- "Only Fools (Never Fall In Love)" (1991) - #10 UK;
- "Be Young, Be Foolish, Be Happy" (1991) - #22 UK;
- "You To Me Are Everything" (1991) - #13 UK;
- "We've Got The Power" (1992) (con Gladiator)
- "Boogie Nights" (1992) - #30 UK;
- "Better the Devil You Know" (1993) - #15 UK;
- "Hopelessly Devoted to You" / "The Anthem Medley" (1994) - #61 UK;
- "Wake Up Everybody" (1995) - #155 UK.
- "A Night That's Never Ending" (2019)

| Predecesor: Michael Ball con One step out of time | Reino Unido en el Festival de Eurovisión 1993 | Sucesor: Frances Ruffelle con Lonely symphony |

- Datos: Q437107
- Multimedia: Sonia Evans / Q437107